# پنتاکس ال‌ایکس
پنتاکس ال‌ایکس (به انگلیسی: Pentax LX) یک دوربین عکاسی فیلم ۱۳۵ تک‌لنزی بازتابی ساخت شرکت پنتاکس است.